# Прауэрс
Прауэрс, или Про́уэрс (англ. Prowers County), — округ в штате Колорадо, США. Официально образован в 1889 году. По состоянию на 2010 год, численность населения составляла 12 551 человек.

## География
По данным Бюро переписи США, общая площадь округа равняется 4257,964 км2, из которых 4242,424 км2 суша и 15,281 км2 или 0,400 % это водоёмы.

## Население
По данным переписи населения 2000 года в округе проживает 14 483 жителей в составе 5 307 домашних хозяйств и 3 725 семей. Плотность населения составляет 3,00 человека на км2. На территории округа насчитывается 5 977 жилых строений, при плотности застройки около 1,00-го строения на км2. Расовый состав населения: белые — 78,57 %, афроамериканцы — 0,30 %, коренные американцы (индейцы) — 1,22 %, азиаты — 0,37 %, гавайцы — 0,03 %, представители других рас — 17,17 %, представители двух или более рас — 2,34 %. Испаноязычные составляли 32,91 % населения независимо от расы.
В составе 37,40 % из общего числа домашних хозяйств проживают дети в возрасте до 18 лет, 54,60 % домашних хозяйств представляют собой супружеские пары проживающие вместе, 10,90 % домашних хозяйств представляют собой одиноких женщин без супруга, 29,80 % домашних хозяйств не имеют отношения к семьям, 25,40 % домашних хозяйств состоят из одного человека, 11,50 % домашних хозяйств состоят из престарелых (65 лет и старше), проживающих в одиночестве. Средний размер домашнего хозяйства составляет 2,67 человека, и средний размер семьи 3,21 человека.
Возрастной состав округа: 30,00 % моложе 18 лет, 10,70 % от 18 до 24, 26,50 % от 25 до 44, 20,20 % от 45 до 64 и 20,20 % от 65 и старше. Средний возраст жителя округа 32 лет. На каждые 100 женщин приходится 101,00 мужчин. На каждые 100 женщин старше 18 лет приходится 98,70 мужчин.
Средний доход на домохозяйство в округе составлял 29 935 USD, на семью — 34 202 USD. Среднестатистический заработок мужчины был 24 971 USD против 20 526 USD для женщины. Доход на душу населения составлял 14 150 USD. Около 14,50 % семей и 19,50 % общего населения находились ниже черты бедности, в том числе — 27,10 % молодёжи (тех, кому ещё не исполнилось 18 лет) и 13,90 % тех, кому было уже больше 65 лет.